# Warroad Lakers
Die Warroad Lakers waren eine Eishockeymannschaft aus Warroad, Minnesota. Sie gehören zu den erfolgreichsten Amateurteams in den Vereinigten Staaten und spielten während ihres Bestehens in unterschiedlichen Ligen in Kanada und den USA. Dreimal gewannen die Lakers den Allan Cup, zweimal das Canadian Intermediate Championship und einmal das United States National Intermediate Championship.

## Geschichte
Die Warroad Lakers wurden im November 1946 gegründet. In ihrer ersten Saison spielte die Mannschaft in der States-Dominion League, einer Liga mit Teams aus der Region. Gleich in der ersten Spielzeit konnte die Liga-Meisterschaft gewonnen werden. In der Saison 1949/50 wurde die neuerbaute Warroad Memorial Arena eröffnet, die von den Lakers und der Highschool-Mannschaft von Warroad genutzt wurde. Im darauffolgenden Jahr wechselten die Lakers erstmals die Liga und traten in der Northwest Hockey League an. 1955 konnte der erste große Titel errungen werden, das Team gewann das United States Intermediate Championship.
Es folgten mehrere Titelgewinne in unterschiedlichen Ligen. Einen Höhepunkt stellte der Sieg gegen die US-Olympiamannschaft im Januar 1960 dar, als die Lakers die US-Auswahl mit 6:4 bezwangen. Später gewann das unterlegene US-Team mit den Lakers-Spielern Bill und Roger Christian in Squaw Valley die olympische Goldmedaille. 1964 holten die Warroad Lakers als erste US-Mannschaft die Edmonton Journal Trophy und wurden somit Canadian Intermediate Champions. Ein Jahr später standen sie im West-Finale des Allan Cups. 1974 wurden die Lakers mit dem Gewinn des Hardy Cups zum zweiten Mal Canadian Intermediate Champions. 1984 nahm David Christian, Sohn von Bill Christian und ehemaliger Spieler der Lakers, an den Olympischen Spielen teil und gewann mit dem US-Team die Goldmedaille. Anfang der 1990er Jahre wechselten die Lakers in die Central Amateur Senior Hockey League. 1993 wurde das neue Eishockeystadion, The Gardens, fertiggestellt. Im folgenden Jahr gewannen die Lakers erstmals den Allan Cup, die kanadische Senior-Amateurmeisterschaft. Diesen Titel konnten sie in den beiden nächsten Jahren verteidigen, erst 1997 mussten sie sich im Finale geschlagen geben. Nachdem die Lakers schon längere Zeit Probleme hatte, eine passende Liga zu finden, entschloss sich die Mannschaftsführung nach dem Ende der 50. Spielzeit der Lakers (1996/97), den Spielbetrieb einzustellen.
Zwischen 2001 und 2003 existierte mit den Warroad Islanders eine Nachfolgemannschaft, doch zog diese sich auch wieder rasch vom Spielbetrieb zurück.

## Bedeutende Titel
- 1955: United States National Intermediate Champion
- 1964: Canadian Intermediate Champion
- 1971: Western Canadian Intermediate Champion
- 1974: Canadian Intermediate Champion (Hardy Cup)
- 1994: Allan Cup
- 1995: Allan Cup
- 1996: Allan Cup

## Ehemalige Spieler
- Henry Boucha
- Bill Christian
- David Christian
- Gordon Christian
- Roger Christian
- Cal Marvin
- Wyatt Smith